# Oliver Konsa
Oliver Konsa (Tartu, 4 de março de 1985) é um futebolista estoniano que atua no FC Flora Tallinn. Participa da seleção nacional de futebol da Estônia desde 2007.
2012-Nõmme Kalju
2011-Nõmme Kalju
2010-Nõmme Kalju - FC Flora
2009-FC Flora - TVMK
2008-TVMK - FC Flora
2007-TVMK
2006-JK Tammeka
2005-JK Tammeka
2004-JK Tammeka
2003-JK Tammeka
2002-JK Tammeka